# Tzontealja
Tzontealja är en ort i Mexiko.   Den ligger i kommunen Oxchuc och delstaten Chiapas, i den sydöstra delen av landet, 800 km öster om huvudstaden Mexico City. Tzontealja ligger 1 255 meter över havet och antalet invånare är 315.
Terrängen runt Tzontealja är huvudsakligen kuperad, men västerut är den bergig. Terrängen runt Tzontealja sluttar norrut. Runt Tzontealja är det ganska glesbefolkat, med 21 invånare per kvadratkilometer. I omgivningarna runt Tzontealja växer i huvudsak städsegrön lövskog.